# Episodi di Tutti pazzi per Re Julien (seconda stagione)
La seconda stagione della serie animata Tutti pazzi per Re Julien negli USA è stata distribuita il 16 ottobre 2015 su Netflix.
In Italia invece è stata trasmessa su DeaKids a partire dal 10 aprile 2016.In chiaro è stata trasmessa in prima visione su Super! nel 2016
| Nº (assoluto) | Nº (stagione) | Titolo originale                           | Titolo italiano               | Prima TV USA    | Prima TV Italia |
| ------------- | ------------- | ------------------------------------------ | ----------------------------- | --------------- | --------------- |
| 11            | 1             | My Fair Foosa                              | La mia gentil Fossa           | 16 ottobre 2015 | 10 aprile 2016  |
| 12            | 2             | Diapers Are the New Black                  | I pannolini fanno tendenza    | 16 ottobre 2015 | 11 aprile 2016  |
| 13            | 3             | Crimson and Clover                         | Crimson e Clover              | 16 ottobre 2015 | 17 aprile 2016  |
| 14            | 4             | Pineapple of My Eye                        | Il mio amato ananas           | 16 ottobre 2015 | 18 aprile 2016  |
| 15            | 5             | Gimme Gimme Gimme: The Game                | Riccopoli: Il gioco           | 16 ottobre 2015 | 24 aprile 2016  |
| 16            | 6             | Body Double                                | Il sosia                      | 16 ottobre 2015 | 25 aprile 2016  |
| 17            | 7             | Election                                   | L'elezione                    | 16 ottobre 2015 | 1 maggio 2016   |
| 18            | 8             | Daddy Julien                               | Papino Julien                 | 16 ottobre 2015 | 2 maggio 2016   |
| 19            | 9             | That's Sooo Rob                            | Proprio tipico di Rob         | 16 ottobre 2015 | 8 maggio 2016   |
| 20            | 10            | The Man in the Iron Booty                  | Il lemure dal sedere di ferro | 16 ottobre 2015 | 9 maggio 2016   |
| 21            | 11            | Monkey Planet                              | Il pianeta delle scimmie      | 16 ottobre 2015 | 15 maggio 2016  |
| 22            | 12            | True Bromance                              | Amore fraterno                | 16 ottobre 2015 | 16 maggio 2016  |
| 23            | 13            | The King Who Would Be King                 | Il re che volle farsi re      | 16 ottobre 2015 | 22 maggio 2016  |
| 24            | 14            | Are You There, Frank? It's Me, King Julien | Posso parlarti, Frank?        | 16 ottobre 2015 | 23 maggio 2016  |
| 25            | 15            | The Phantom of Club Moist                  | Il fantasma del Club Umidità  | 16 ottobre 2015 | 29 maggio 2016  |
| 26            | 16            | King Juli-END?                             | La fine di Re Julien?         | 16 ottobre 2015 | 30 maggio 2016  |

## La mia gentil Fossa
Re Julien ha una brillante idea per gestire le situazioni con i fossa: doma una femmina di fossa, di nome Mary Ann, e la allena per mantenere la pace nel regno con i tentativi di Timo, Masikura e Ted fino a quando Re Julien non scopre che la fossa sia calmata dalla musica. Ma il piano non va come previsto, quando Mary Ann finirà per dare suggerimenti che potrebbero non migliorare il regno di Re Julien.

## I pannolini fanno tendenza
Re Julien scatena la frenesia della moda quando trasforma una scatola di pannolini negli stili più cool che il regno abbia mai visto quando gli viene detto da Xixi. Presto finisce in una guerra di moda.

## Crimson e Clover
È amore a prima vista quando Julien incontra la sorella gemella di Clover, Crimson, che ha la reputazione di lasciare la distruzione ovunque vada. Quando Julien e Crimson fanno piani per il matrimonio, Clover lavora per impedire che il matrimonio accada.

## Il mio amato ananas
Quando Julien viene ingannato da Masikura a credere che un "ananas divino" che contiene la saggezza degli ex re per poter andare in vacanza, il geloso Mortino cerca di sbarazzarsene solo per la sua scomparsa per iniziare a far deprimere Julien.

## Riccopoli: Il gioco
Affascinato dall'idea di soldi su Mortino che gli mostra il gioco da tavolo "Riccopoli", Re Julien porta soldi nel regno. Ma le sorprendenti abilità di denaro di Mortino creano grossi problemi quando porta il gioco nella vita reale per tutti nel regno.

## Il sosia
Nel suo imminente incontro con i nervosi coccodrilli del Nilo, King Julien prevede di utilizzare un doppio politico per partecipare all'incontro. Come Clover raccomanda il Magico Steve, Re Julien va con Sage Moondancer. Quando Sage Moondancer si infortuna scivolando giù per lo scivolo d'acqua, Re Julien accetta il Magico Steve per partecipare all'incontro con i nervosi coccodrilli del Nilo al suo posto. Il Magico Steve ha altri piani mentre progetta di gestire il regno di Re Julien.

## L'elezione
Durante il "servizio" di Xixi, dove i frutti devono essere gettati nella sua grotta per placare una bestia; Julien, Maurice e Clover salvano un affascinante vecchio lemure di nome Doc da una grotta dopo che la sua coda è stata immobilizzata mentre si nascondeva dai fossa durante il regno di Re Julien il Terribile. Julien poi lo prende come parte del suo consiglio reale. Presto, Doc sfida Julien a un'elezione basata sulla popolarità, in cui il lemure più popolare diventa re. Ma poco dopo scopriranno che doc è proprio RE JULIEN IL TERRIBILE!

## Papino Julien
Julien pensa che Mortino sia suo figlio e lo rinomina come Principe Falcon, dove è entrato nel sesto Junior annuale di talento maschile e spettacolo di bellezza ospitato da Ted. Poco conosce la vera età di Mortino. Approfittando dello schema di Mortino, Becca e Abner (gli unici componenti del gruppo LALA) hanno inventato la loro ultimo piano per distruggere Re Julien al Junior annuale di talento e spettacolo di bellezza. Allo stesso tempo, Clover lavora per imparare come essere dolce e gentile.

## Proprio tipico di Rob
L'ex migliore amico e compagno di Re Julien da giovani di nome Rob McTodd si fa avanti per attirare il re verso le sue selvagge feste dopo che Re Julien ha revocato la sentenza di esenzione che lo zio Re Julien aveva imposto a Rob. Mentre Rob ha in programma di mostrare a Re Julien il loro club dei sogni chiamato Club Umidità nel momento in cui la maggior parte dei lemuri viene sfinita dall'assunzione forzata, Xixi informa Maurice e Clover che Rob sta pianificando l'assassinio di Re Julien dopo l'esilio e dopo essere sfuggito alla custodia della polizia. Ora Clover, Maurice e Mortino devono salvare Re Julien prima che Rob arrivi dal cobra, un medico malavitoso chiamato Dr. S, per scambiare il suo volto con quello del re.

## Il lemure dal sedere di ferro
Re Julien abbandona il suo regno per aiutare un compagno reale in difficoltà mandando 1.000 mango per aiutare a reclamare il suo regno. Quindi finisce per dare via 1.000 di ogni oggetto richiesto che gli viene richiesto di inviare. Quando naviga attraverso l'oceano fino al piccolo atollo nel sud-ovest del Madagascar, Re Julien, Maurice e Mortino scoprono che sono stati ingannati dallo zio Re Julien e Crimson che hanno stabilito il loro regno di prigione e infine hanno collocato a re Julien un sedere di ferro. Nel frattempo, Clover viene inviata in una caccia al tesoro che porta a diversi doni dal suo ammiratore segreto e dagli incontri con Sage Moondancer che è stata ingannata da Crimson nel farla franca con Clover. Ora Clover deve salvare tutti, liberare il re Julien e sconfiggere lo zio Re Julien e Crimson.

## Il pianeta delle scimmie
Dopo essersi recato per reclamare la Luna per tutti i tipi di lemure usando un baccello spaziale trovato nella zona di Timo, Re Julien e Maurice atterrano nel deserto del Madagascar pensando di essere su Marte. Si trovano faccia a faccia con uno scimpanzé spaziale russa di nome Stanislav, mentre Timo intende usare Stanislav per perfezionare il prossimo tentativo di Re Julien di arrivare sulla Luna. Nel frattempo, Clover sospetta che i coccodrilli possano arrivare sulla Luna per piantare lì il loro laser spaziale.

## Amore fraterno
Quando Re Julien viene a sapere da Clover che Maurice è il consigliere di Re Joey, re dei ratti; Maurice spiega che li ha aiutati fin da quando vivevano nel caos quando i campi di caffè di Karl sono esplosi e avevano bisogno del loro regno. Re Julien e Maurice si separano. Mentre Re Julien cerca un consulente sostitutivo, Maurice si occupa dei Jumping Rats che prendono le cose troppo alla lettera mentre vogliono costruire un labirinto. Re Julien chiede consiglio al divino ananas, il quale afferma che dovrebbe tornare insieme a Maurice.

## Il re che volle farsi re
Maurice mostra a Re Julien un grande libro intitolato "La saga dei Re" che racconta le storie dei re Julien che hanno regnato prima di Re Julien XIII, e ora l'attuale Re Julien dev'essere inserito. Poiché Re Julien ha difficoltà a pensare a cosa scrivere, Clover fa un po' delle sue storie per lui. Mentre scrive la storia della vita di King Julien, Clover raccoglie alcuni racconti di cui uno parla di uno scorpione gigante che si nutre di bambini chiamato Fred. Ma non molto lontano dal regno esiste realmente uno scorpione gigante chiamato Fred che venendo a conoscenza di ciò giura vendetta.

## Posso parlarti, Frank?
Dopo aver dubitato che Frank, il Dio del Cielo, non sia reale, Re Julien riceve una sera la sua visita. Il giorno seguente, Frank chiede che i lemuri sacrifichino il Re Julien a suo fratello Larry, il Dio Vulcano. Quando Re Julien, Maurice e Clover affrontano Frank il Dio del Cielo, scoprono che in realtà è un robot gestito da Karl e dal suo scarafaggi Chauncey nel loro ultimo complotto per liberarsi di Re Julien. Ora Re Julien deve arruolare Timo per creare un robot di Larry per combattere Karl.

## Il fantasma del Club Umidità
Maurice racconta al pianoforte l'epoca in cui Re Julien pensava di lasciare un'eredità. Lo fa vivendo il suo sogno di aprire un nightclub chiamato Club Umidità che finalmente diventa realtà. è poi infestato da un fantasma mascherato che sabota le esibizioni per convincere Re Julien a chiudere il Club Umidità. Si scopre presto che il fantasma del Club Umidità è in realtà Rob McTodd che progetta di fare in modo che il Dr. S scambi il cervello di Re Julien con il cervello di Rob.

## La fine di Re Julien?
A Re Julien viene diagnosticata la Malattia di Cavallo Pazzo durante il suo appuntamento con il Dr. S. Poiché non esiste una cura per la Malattia di Cavallo Pazzo e ha solo una settimana di vita, il Re Julien viene consigliato da Masikura di fare ammenda con chiunque abbia mai fatto un torto. Dopo essere diventato l'ultima persona a cui Re Julien ha fatto ammenda, Crimson libera lo zio Re Julien dalla prigione dell'isola dell'esilio e viene a conoscenza della malattia di suo nipote. Hanno anche un piano per rendere la malattia mortale se la malattia di Re Julien è meno grave, così che lo zio Re Julien possa reclamare il suo regno.vMentre lo zio King Julien stringe un accordo con Mary Ann e la Fossa per dare loro metà dei lemuri, il Re Julien non lascerà il suo regno senza combattere.